# Forn de calç Bosc de l'Avellaner
El Forn de calç Bosc de l'Avellaner és una obra de Calonge de Segarra (Anoia) inclosa a l'Inventari del Patrimoni Arquitectònic de Catalunya.

## Descripció
Aquest forn de calç industrial està situat al costat mateix de la carretera C1412a, aproximadament al km. 33,5.
Escavat dins d'un turó, s'hi accedeix per una porta seguida d'un corredor que condueix a un altre porta enreixada. Consta de dos forns, situats a banda i banda, les boques dels quals són actualment inaccessibles degut als esfondraments. Á la part de dalt del turó s'hi veuen els dos canons.